# Спортска дворана Казахстан
Спортска дворана „Казахстан“ (каз. Қазақстан спорт сарайы; рус. Дворец спорта «Казахстан») ледена је спортска дворана у главном граду Казахстана Астани, првенствено намењена утакмицама у хокеју на леду.
Градња дворане започела је 1999, а свечано је отворена 6. марта 2001. године. Приликом отварања капацитет дворане био је 4.079 седећих места, али је повећан након реконструкције 2007. на 5.532 места. 
У комплексу ЛД „Казахстан“ налази се и хотел са 80 лежајева, базен димензија 13х18 м, дворана за тренинге и неколико мањих дворана за остале спортове. У новембру 2010. отворена је и мала клизалишна дворана са трибинама капацитета од 1.000 места. 
Главни корисник дворане је од 2008. хокејашки клуб Барис који се такмичи у Континенталној хокејашкој лиги (КХЛ). Дворану користе и хокејашки клубови Номад и Астана који се такмиче у националној лиги Казахстана. У овој дворани су се одржавала и нека од такмичења Азијских зимских игара 2011. године. 